# 1838 год в истории железнодорожного транспорта
1838 год в истории железнодорожного транспорта

## События

### В России
- 4 апреля — полностью переведена на паровую тягу первая железная дорога общественного пользования в Российской империи — Царскосельская железная дорога: Санкт-Петербург — Царское Село.[1]
- 22 мая (3 июня) 1838 — открыта линия Царское Село — Павловск длиной 3,6 км.[1][2][3]

### В мире
- Январь — в Великобритании железная дорога начала перевозить почту. Первый почтовый вагон был организован в Лондоне.[3]
- Март — Großherzoglich Badische Staatseisenbahnen (железные дороги великого герцогства Баден) начали строить железную дорогу идущую из Маннгейма через Гейдельберг, Карлсруэ и Фрайбург.

## Новый подвижной состав
- В Германии построен первый паровоз — «Саксония».